# Carlo Perosi
Carlo Perosi, italijanski rimskokatoliški duhovnik in kardinal, * 18. december 1868, Tortona, † 22. februar 1930, Rim.

## Življenjepis
8. novembra 1891 je prejel duhovniško posvečenje.
21. junija 1926 je bil povzdignjen v kardinala in imenovan za kardinal-diakona S. Eustachio.
10. februarja 1928 je bil imenovan za tajnika Svete konsistorialne kongregacije.